# Sixfields Stadium
Sixfields Stadium – stadion piłkarski w Northampton, na którym swoje mecze rozgrywa zespół Northampton Town. Pierwszy mecz na Sixfields odbył się 15 października 1994 roku.  
Podział stadionu ze względu na trybuny jest następujący:
- The Main West Stand – pojemność 4000 miejsc
- The Dave Bowen Stand – północna trybuna o pojemności 1000 miejsc nazwana na cześć byłego menadżera Northampton Town Dave`a Bowena, który w latach sześćdziesiątych XX wieku wprowadził zespół z Division Four do najwyższej klasy rozgrywkowej
- Alwyn Hargraves Stand – wschodnia trybuna o pojemności 1700 miejsc, nazwana na cześć byłego radnego, dzięki któremu doszło do budowy stadionu Sixfields
- South Stand (nazwana od sponsora Paul Cox Panel & Paint Stand) o pojemności 1000 miejsc, przeznaczona dla kibiców gości.

Rekord frekwencji zanotowano 26 września 1998; mecz pomiędzy Northampton Town a Manchesterem City obejrzało 7 557 widzów.